# Moscou-Pékin (chanson)

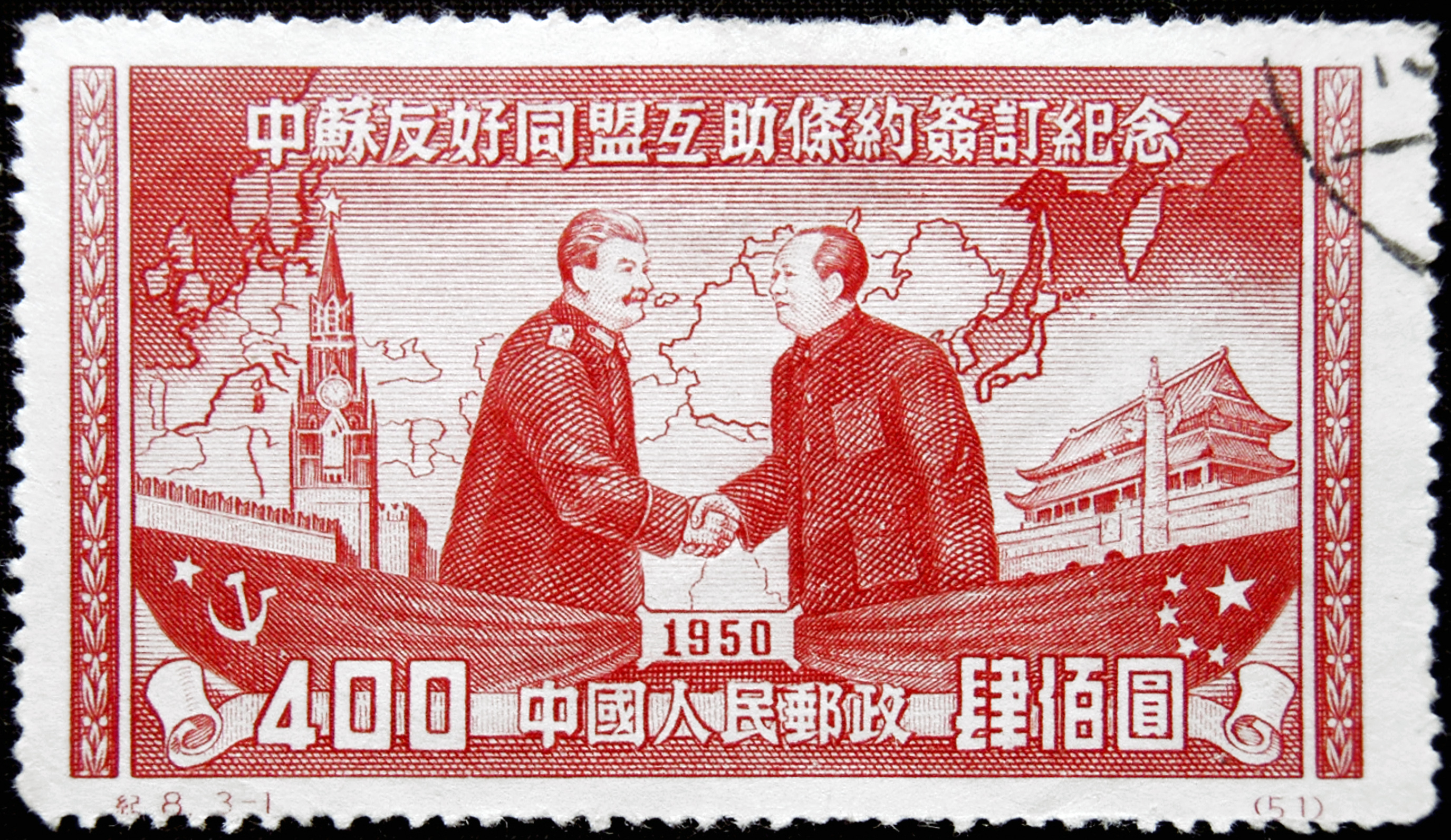
Un timbre-poste chinois de 1950 représentant Staline et Mao se serrant la main, une représentation visuelle des relations amicales entre l'URSS et la Chine à l'époque où la chanson a été écrite.

Moscou-Pékin ou Moskva-Pekin (en russe Москва–Пекин), également connue sous le nom de Russes et Chinois sont frères pour toujours (en russe : Русский с китайцем — братья навек…), est une chanson soviétique composée en 1949 par Vano Muradeli sur des paroles de Mikhaïl Verchinine pour commémorer la fondation de la République populaire de Chine ainsi que pour souligner les relations fraternelles et amicales liant l'Union soviétique et le nouvel État communiste chinois. En raison de la scission sino-soviétique des années 1960, la chanson est tombée en disgrâce officielle et les paroles « Russes et Chinois, frères pour toujours » sont devenues un ressort humoristique ironique courant.

## Histoire
Les paroles de Moscou-Pékin ont été écrites en 1949 par Mikhaïl Verchinine pour être publiées sous forme de poème dans un magazine d'État. Selon une interview accordée au journal Izvestia, Verchinine purgeait une peine dans un camp de travaux forcés au moment où il a écrit le poème, et il l'a écrit en échange d'une réduction de peine. Par pur hasard, le compositeur Vano Mouradeli a lu le poème de Verchinine et a décidé de le mettre en musique, commémorant à la fois le 70e anniversaire de Joseph Staline et la fondation de la République populaire de Chine. La version originale de la chanson faisait également directement référence à Staline, bien que ces paroles aient été remplacées après l'ascension de Khrouchtchev. Avant la scission sino-soviétique, la chanson était fréquemment utilisée lors d'événements d'État, en particulier ceux impliquant la Chine. La chanson a également été jouée personnellement pour Mao Zedong par l'Ensemble Alexandrov lors d'une tournée à Pékin, une représentation qui a impressionné Mao au point de demander à rencontrer le compositeur. Staline était également connu pour son penchant pour cette chanson et a décerné à Vano Mouradeli un prix Staline. Après la scission sino-soviétique, la chanson a été rarement entendue, car elle était considérée comme politiquement inacceptable.